# Zweenfurth
Zweenfurth ist ein Ortsteil der sächsischen Gemeinde Borsdorf im Landkreis Leipzig.

## Geografie

### Lage

Zweenfurth (rechts) auf einer Karte von 1899

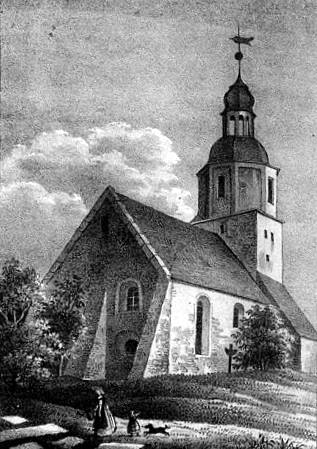
Die Kirche Zweenfurth vor 1844

Zweenfurth liegt in der Leipziger Tieflandsbucht zwischen Borsdorf und Beucha. Die A 14 ist 2,5 km entfernt und über die Anschlussstelle Kleinpösna zu erreichen; die B 6 (hier ursprünglich: Via Regia) ist 2,6 km entfernt und über Borsdorf zu erreichen.

### Nachbarorte
| Althen     | Borsdorf                                    | Gerichshain |
|            | Kompassrose, die auf Nachbargemeinden zeigt | Brandis     |
| Hirschfeld | Wolfshain                                   | Beucha      |

## Geschichte
Die erste urkundliche Erwähnung datiert aus dem Jahre 1264 als Zwenvordin. August Schumann nennt 1826 im Staatslexikon von Sachsen Zweenfurth betreffend u. a.: 

„Zweenfurth oder Zweenfurt, ein unbeträchtliches, aber wohlhabendes und mit ansehnlichen Gütern begabtes Kirchdorf des königl. sächs. Kreisamtes Leipzig, nächst der grimmaischen Amtsgränze, gehört der leipziger Universität, welche es 1543 auf Vorbitte des D. Börner vom Herzog Moritz geschenkt erhielt, und ist eine ihrer sogenannten neuen Dorfschaften. […] Die 170 - 180 Bewohner treiben fast ausschließend Oekonomie, und haben 21 Hufen Feldes von mittlerer Güte; 1801 zählte man 151 Consumenten. Die Häuserzahl beträgt auf vierzig. Die Mühle hat nur 2 Gänge; ihr gegenüber beginnt das Wolfshainer Kabelholz. Im Orte ist eine Schmiede. Die Schule versieht der Schulmeister zu Beucha, als dem Mutterkirchdorfe.“

Zweenfurth und die in der Ortsflur liegende Wüstung Wehrbruch lagen bis 1856 im kursächsischen bzw. königlich-sächsischen Kreisamt Leipzig. Ab 1856 gehörte der Ort zum Gerichtsamt Brandis und ab 1875 zur Amtshauptmannschaft Grimma. Am 1. Juni 1973 wurde Zweenfurth nach Borsdorf eingemeindet.
Der Ortsname ist den historischen Querungen von Parthe und Threne entlehnt. Nördlich der Ortslage existiert im Bereich der Ried-, Mittel- und Holzwiese ein Landschaftsschutzgebiet. Der Parthewanderweg, welcher über Borsdorf, Panitzsch, Taucha und Leipzig-Plaußig nach Leipzig-Schönefeld führt, beginnt in Zweenfurth.

### Entwicklung der Einwohnerzahl
| Jahr | Einwohnerzahl                            |
| ---- | ---------------------------------------- |
| 1551 | 22 besessene Mann, 32 Inwohner, 21 Hufen |
| 1764 | 22 besessene Mann, 21 Hufen              |
| 1834 | 160                                      |
| 1871 | 217                                      |

| Jahr | Einwohnerzahl |
| ---- | ------------- |
| 1890 | 264           |
| 1910 | 524           |
| 1925 | 637           |
| 1939 | 945           |

| Jahr | Einwohnerzahl |
| ---- | ------------- |
| 1946 | 1189          |
| 1950 | 1117          |
| 1964 | 997           |
| 2011 | 1036          |

## Verkehr
Durch den Ort verläuft die Bahnstrecke Borsdorf–Coswig, die im Bahnhof Borsdorf von der Bahnstrecke Leipzig–Dresden abzweigt, einen Verkehrshalt gibt es jedoch nicht. Die nächsten Bahnhöfe sind der ein Kilometer entfernte Bahnhof Borsdorf (Sachs) und der drei Kilometer entfernte Bahnhof Beucha. Borsdorf ist Verkehrshalt der Linien RE50 nach Dresden sowie S4 der S-Bahn Mitteldeutschland nach Wurzen. Die Linie RB110 hält in Borsdorf und Beucha und bietet Direktverbindungen nach Grimma und Döbeln.
Durch die LeoBus GmbH, einem Tochterunternehmen der Leipziger Verkehrsbetriebe, ist Zweenfurth mit der Buslinie 172 angebunden. Diese verkehrt nur montags bis freitags, in den Morgen- und Nachmittagsstunden und dient damit vorrangig dem Schülerverkehr zwischen Leipzig-Engelsdorf und Borsdorf.
Durch die Regionalbus Leipzig GmbH ist der Ort mit der Buslinie 684 in Richtung Borsdorf und Beucha/Brandis angebunden. Auch diese Linie orientiert sich vorrangig dem Schülerverkehr; ihre Einsatzzeit liegt analog der Buslinie 172. In den Schulferien sowie an Samstagen, Sonn- und Feiertagen ist Zweenfurth nicht mit öffentlichen Verkehrsmitteln erreichbar.

## Sehenswertes

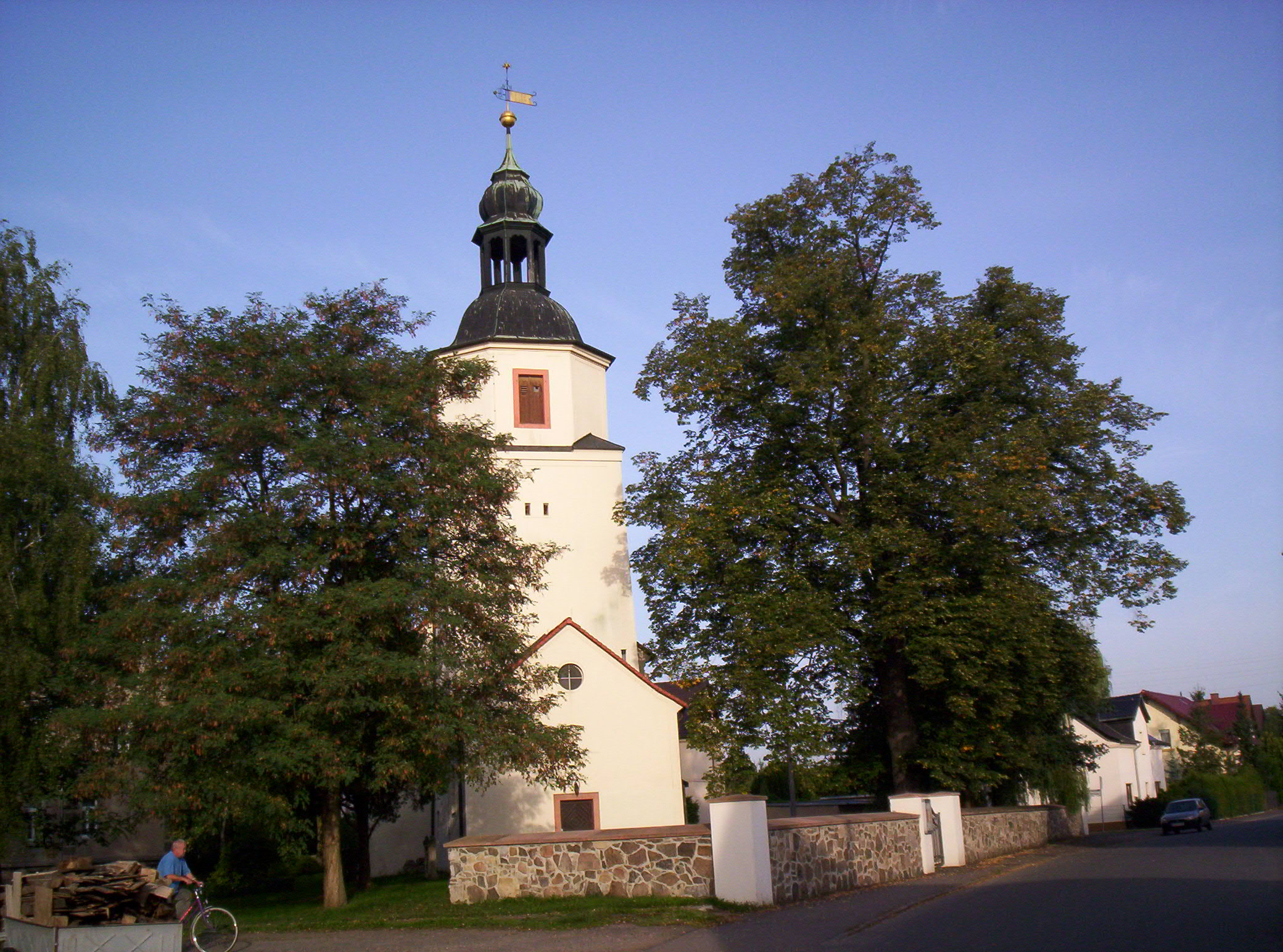
Die Zweenfurther Kirche (2006), von Osten gesehen
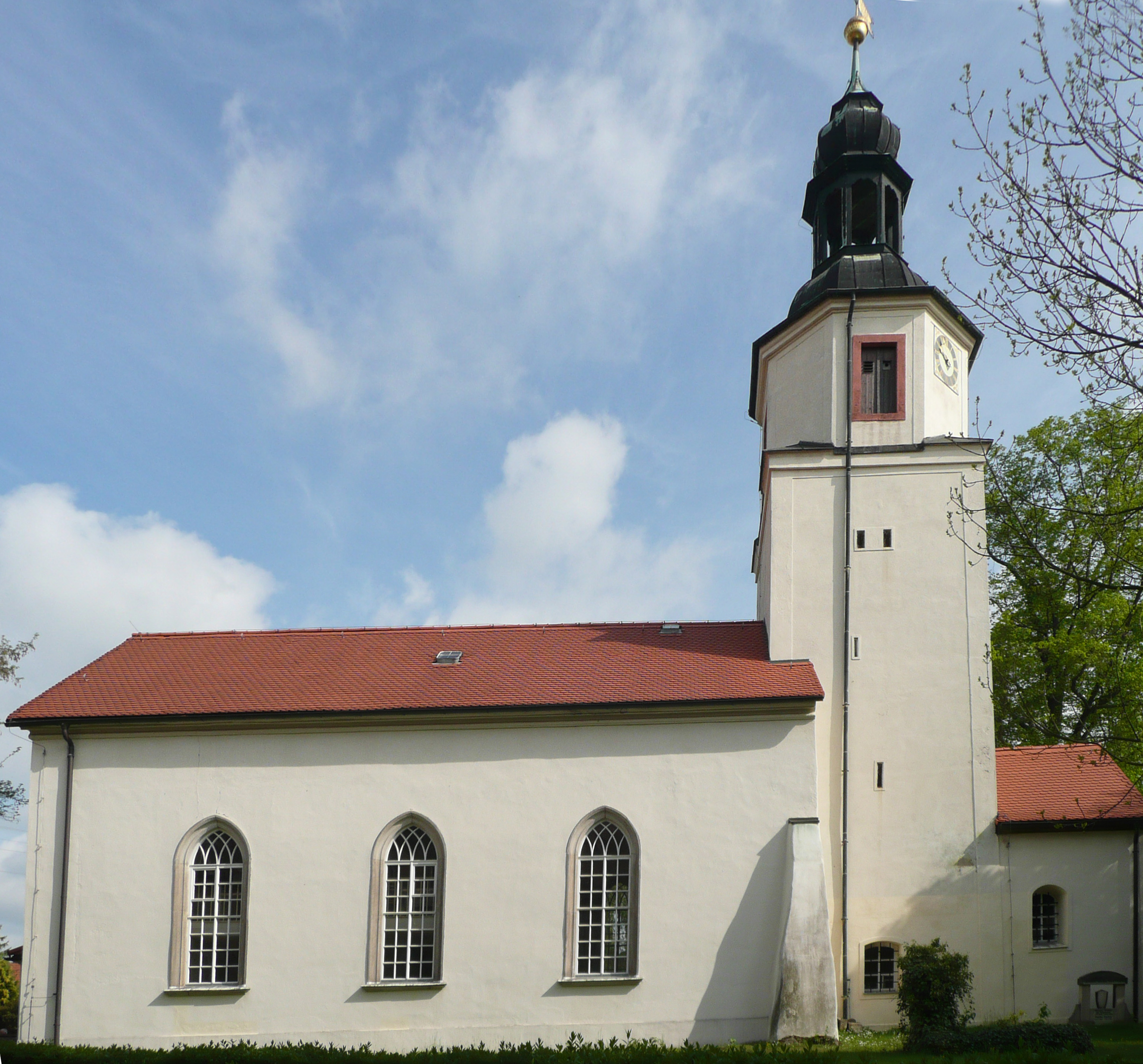
Die Zweenfurther Kirche (2010), von Süden gesehen
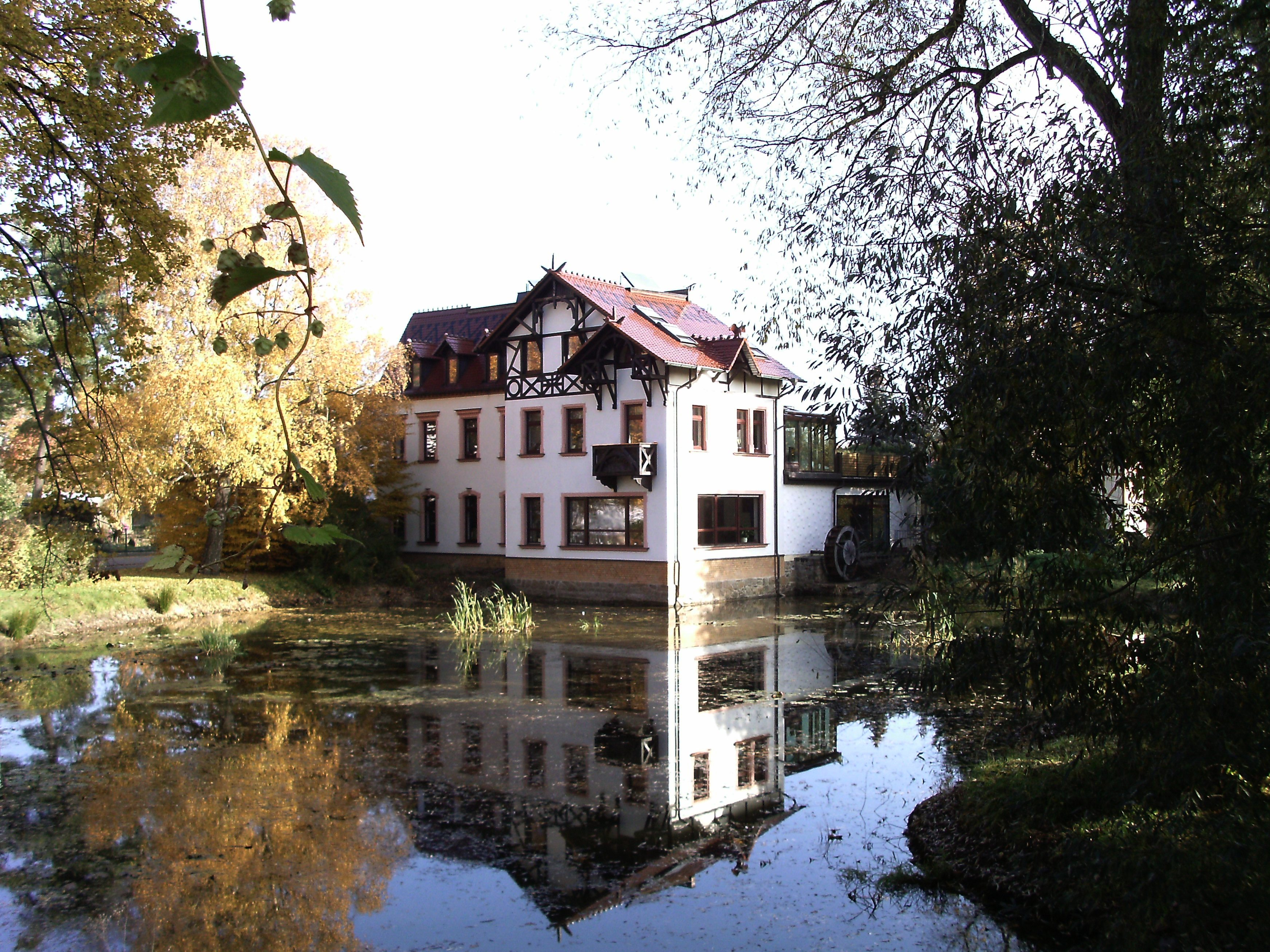
Die Wassermühle (2011), von Westen gesehen

## Persönlichkeiten
- Oskar Zehrfeld (1854–1936), Komponist und Musikpädagoge
- Rolf Rau (* 1944), Politiker, Mitglied des Bundestages